# Middellandse zeeleng
De middellandse zeeleng (Molva macrophthalma) is een straalvinnige vis uit de familie van Lotidae, in de orde kabeljauwachtigen (Gadiformes), die voorkomt in het noordoosten en het oosten van de Atlantische Oceaan en de Middellandse Zee.

## Beschrijving
De middellandsezeeleng kan een maximale lengte bereiken van 108 centimeter.

## Leefwijze
De middellandsezeeleng is een zoutwatervis die voorkomt in gematigde wateren op een diepte van maximaal 30 meter.
Het dieet van de vis bestaat hoofdzakelijk uit macrofauna.

## Relatie tot de mens
De middellandsezeeleng is voor de visserij van geen belang. De soort staat niet op de Rode Lijst van de IUCN.